# Kamal Bayramov
Kamal Bayramov (* 15. August 1985 in Tovuz, Aserbaidschanischen SSR) ist ein aserbaidschanischer Fußballtorhüter.

## Karriere
Bayramovs Karriereanfang ist nur lückenhaft dokumentiert. So spielte er bis 2005 in der Jugend von Neftçi Baku. Ab 2007 war er für FK Muğan Salyan aktiv und wechselte zwei Jahre später zu PFK Turan Tovuz. Die Saison 2011/12 verbrachte er bei FK Xəzər Lənkəran und kehrte dann zu Turan Tovuz zurück.
Zur Saison 2014/15 wechselte Bayramov in die türkische TFF 1. Lig zum Aufsteiger Giresunspor. Da er aserbaidschanischer Staatsbürger ist, sollte er hier unter einem gesonderten Status spielen und somit kein regulären Ausländerplatz belegen. Noch vor dem Saisonstart kündigte Giresunspor allerdings den Vertrag mit Bayramov. Anschließend kehrte er nach Aserbaidschan zurück und spielt aktuell für den FK Keşlə.